# Абдурасулов, Жахонгир Абдувалиевич
Жахонгир Абдувалиевич Абдурасулов (узб. Jahongir Abdulaevich Abdurasulov; род. 1 сентября 1972 года, Андижанская область, Узбекская ССР, СССР) — узбекский экономист-международник и государственный деятель, с 2020 года является депутатом Законодательной палаты Олий Мажлиса IV созыва.

## Биография
Жахонгир Абдурасулов, родился 1 сентября 1972 года, в Андижанской области. Окончил ташкентский государственный экономический университет, университет Васэда, академию государственного и общественного строительства при Президенте Республики Узбекистан по специальности экономист-дипломат.
С 2020 года стал депутатом Законодательной палаты Олий Мажлиса IV созыва. Представитель фракции демократической партии Узбекистана «Адолат», а также является членом комитета по вопросам бюджета и экономическим реформам Республики Узбекистан.